# Конвой (филм, 1974)
Вижте пояснителната страница за други значения на Конвой.
„Конвой“ е българска телевизионна новела (антифашистка драма) от 1974 година на режисьора Слави Шкаров, по сценарий на С. Игнатов. Оператор е Валентин Русев.
По едноименния разказ на Йордан Радичков.

## Актьорски състав
- Минко Минков – селянинът под конвой
- Климент Михайлов – стражарят

## Прожекции
- Част от съпътстващите събития при провеждане на националния конкурс за млад театрален режисьор „Слави Шкаров“ през 2019 г.[2]